# PK (televisieprogramma)
PK is een televisieprogramma, dat wekelijks werd uitgezonden op de Nederlandse televisie. Het programma werd in 2006 en 2007 door de KRO uitgezonden op Nederland 3. In het programma werden op humoristische en passionele wijze auto's behandeld door de presentatoren Bas van Putten en Rob Kamphues.
Het programma bevatte de volgende terugkerende onderdelen:
- Blinde Angst: Waarbij een bekende Nederlander op het circuit geblinddoekt de snelste rondetijd moet neerzetten.
- Mijn auto, jouw auto: Waarbij twee personen een tijd lang van auto wisselen.
- De Pewi Boys: De wekelijkste stunt.
- Sjeezen: Waarbij Sheila Verschuur de eigenaar van een voor haar vreemde auto probeert te verslaan.

## Afleveringen
De eerste aflevering werd uitgezonden op 25 oktober 2006. Na een succesvol eerste seizoen van 10 afleveringen, ging het tweede seizoen van start op 24 februari 2007. Ook is PK uitgezonden op de BVN-zender Internationaal, Optus D2 Sat, en re-runs via de KRO website.